# Abell 514
Abell 514 è un ammasso di galassie situato prospetticamente nella costellazione di Eridano alla distanza di 908 milioni di anni luce dalla Terra (light travel time). È inserito nell'omonimo catalogo compilato da George Abell nel 1958. 
È un ammasso del tipo II-III secondo la classificazione di Bautz-Morgan. PGC 99954 è la galassia più luminosa. Fa parte del superammasso di galassie SCl 60 .